# Leucauge leprosa
Leucauge leprosa är en spindelart som först beskrevs av Tamerlan Thorell 1895. Leucauge leprosa ingår i släktet Leucauge och familjen käkspindlar.
Artens utbredningsområde är Myanmar. Inga underarter finns listade i Catalogue of Life.